# 社会情報学部
社会情報学部（しゃかいじょうほうがくぶ、もしくは情報社会学部）は、社会情報学（en:Social informatics）を扱う学部である。
社会情報学部のカリキュラムは、大学により大きく異なる。
1991年に札幌学院大学で日本で初めて社会情報学部が設置されたが、2014年に社会情報学部の学生募集を停止

## 設置大学

### 学部

#### 私立大学
- 青山学院大学
- 大妻女子大学
- 武庫川女子大学

### 類似学部のある大学

#### 国立大学
- 一橋大学 (ソーシャル･データサイエンス学部)

1992年から2004年まで東京大学に社会情報研究所があった。東京大学文学部新聞学科以来の資料を所蔵する社会情報研究資料センターは現存する。

#### 公立大学
- 兵庫県立大学（社会情報科学部）

#### 私立大学
- 大阪経済大学（情報社会学部、名称は「情報社会学部」であるが内容は同じ）

## 設置していた大学
- 群馬大学　理工学部電子情報理工学科情報科学コースと統合して情報学部に
- 札幌学院大学
- 広島文化学園大学　2022年 社会情報学部を廃止
- 十文字学園女子大学　現在は社会情報デザイン学部社会情報デザイン学科